# Nieder Kostenz
Nieder Kostenz település Németországban, Rajna-vidék-Pfalz tartományban. Lakosainak száma 203 fő (2023. december 31.). Nieder Kostenz Kirchberg, Ober Kostenz, Sohren, Niedersohren és Dillendorf községekkel határos.

## Népesség
A település népességének változása:
| Lakosok száma | 192  | 177  | 184  | 177  | 178  | 203  |
|               | 1975 | 2017 | 2019 | 2021 | 2022 | 2023 |